# 李遇元
李遇元（1509年—？），字應乾，號晴山，雲南臨安衛軍籍直隸江都縣人，明朝政治人物，嘉靖丁未進士，官至福建按察使。

## 生平
嘉靖十三年（1534年）甲午科雲南鄉試第五十二名舉人，嘉靖二十六年（1557年），登第三甲第七十七名進士。選庶吉士，二十八年十月授兵科給事中，復除户科，三十四年三月升吏科右，转禮科左，出為大名府知府，有惠政。引疾去職。後來特起为四川、湖广副使，升四川右参政，隆慶二年（1568年）九月升福建按察使，卒於官。身後囊無餘資，得同僚相助，其棺乃得歸里安葬。

## 家族
曾祖李福；祖父李森；父李富。母葉氏。弟李调元。子如瑜、兆科、兆郡、兆宪。